# Emma Sadler Moss
Emma Sadler Mossová (rozená Sadlerová, 19. září 1898 Paerlington, Mississippi, USA – 30. dubna 1970, New Orleans, Louisiana, USA) byla americká patoložka a pedagog. Specializovala se na parazitologii, tropické a mykotické choroby. V letech 1955 a 1956 byla prezidentkou  American Society for Clinical Pathology (Americká společnost pro klinickou patologii). Byla první ženou, která zastávala funkci prezidentky významné lékařské společnosti ve Spojených státech. Byla profesorkou na Louisiana State University School of Medicine (Lékařská fakulta Louisianské státní univerzity, LSU) a třicet let byla ředitelkou patologie v nemocnici Charity Hospital v New Orleans. Byla spoluautorkou knihy Atlas of Medical Mycology z roku 1953. 

## Život
Emma Sadlerová se narodila 19. září 1898 v Pearlingtonu ve státě Mississippi manželům Lou a Paulovi Sadlerovým. Narodila se předčasně a po většinu dětství byla nemocná. Vyrůstala v Hattiesburgu ve státě Mississippi. V roce 1915 začala studovat na Mississippi State College for Women. V roce 1919 získala bakalářský titul v oboru bakteriologie a začala pracovat jako lékařská technoložka v nemocnici Charity Hospital v New Orleans. V roce 1929 zemřel její manžel John Moss na tuberkulózu.
V roce 1930 absolvovala dvouletý program na University of Alabama School of Medicine  (Lékařská fakulta Alabamské univerzity). Pak přestoupila na Louisiana State University School of Medicine (Lékařská fakulta Louisianské státní univerzity), kde v roce 1935 získala titul doktora medicíny. Byla zvolena členkou čestné společnosti Alpha Omega Alpha a v roce 1939 absolvovala stáž a rezidenturu na patologii v nemocnici Charity Hospital v New Orleans.
V roce 1939 byla Mossová jmenována zastupující ředitelkou oddělení patologie nemocnice Charity Hospital a nastoupila na lékařskou fakultu LSU. V roce 1940 se stala ředitelkou oddělení patologie nemocnice Charity Hospital. V roce 1941 Mossová založila první vzdělávací program lékařských technologií, který vyžadoval bakalářské vzdělání. V období prosinec 1945 až červenec 1946 byla zastupující vedoucí katedry patologie LSU School of Medicine. V roce 1951 byla LSU School of Medicine jmenována klinickou profesorkou patologie. Její specializace byla parazitologie a plísňová onemocnění. Vyučovala na katedře patologie a bakteriologie na Louisiana State University.
Mossová se v roce 1938 stala členkou  American Society for Clinical Pathology (Americká společnost pro klinickou patologii, ASCP). Pracovala ve výborech a představenstvu. V letech 1955 a 1956 zastávala funkci prezidentky společnosti. Byla první ženou ve Spojených státech, která zastávala funkci prezidentky významné lékařské společnosti.
Mossová byla autorkou vědeckých článků a kapitol v knihách o parazitologii, tropických a mykotických chorobách. Spolu s Albertem Louisem McQuownem napsala v roce 1953 knihu Atlas of Medical Mycology.

## Ocenění
Během své kariéry Mossová vedla a mentorovala 578 lékařských technologů a více než 150 rezidentů patologie. Mossová si za své odborné práce v oblasti mykotických infekcí, parazitologie a tropických nemocí vysloužila zlatou medaili ASCP. Za odbornou práci na téma Fungous Diseases (Houbové choroby) byla v roce 1954  American Medical Association (Americká lékařská asociace) oceněna Billings Gold Medal (Billingsova zlatá medaile). V roce 1954 byla neworleanskou pobočkou  American Medical Women's Association (Americká asociace lékařských žen) zvolena lékařkou roku. V roce 1955 obdržela od časopisu Woman's Home Companion cenu Silver Ditaff Award. Katedra patologie Lékařské fakulty LSU založila v roce 1968 přednáškový cyklus Emmy Sadler Mossové.
Mossová byla až do roku 1970 )do své smrti) ředitelkou patologie v nemocnici Charity Hospital. 

## Smrt
Zemřela 30. dubna 1970 v New Orleans ve věku 71 let. Neměla žádné děti a po smrti svého manžela se už nevdala. Je pohřbena na hřbitově Highland Cemetery Hattiesburg ve Forrest County, v okrese státu Mississippi.